# Дзвінок 2
«Дзвінок 2» (англ. The Ring Two; США, 2005) — американський сіквел фільму жахів « Дзвінок». У США фільм зібрав 76 231 249 $, в інших країнах світу 85 220 289 $, що в цілому склало 161 451 538 $. Фільм відійшов від початкових ідей японського оригіналу і розвивав власний, альтернативний сюжетний шлях. Прем'єра фільму відбулася 17 березня 2005 року.
В  2012 році планується прем'єра третьої частини циклу, під назвою «Дзвінок 3».

## Сюжет
Щоб позбутися від кошмарних спогадів і почати нове життя, Рейчел з сином переїжджають в маленьке містечко Асторія в штаті Орегон. Але відбувається вбивство, і на місці злочину виявляють загадкову, непідписану відеокасету, Рейчел розуміє, що мстива Самара повернулася і, рішучіше, ніж раніше має намір продовжити свій безжалісний терор. Знищення касети не допомагає позбавитися від переслідування сім'ї злісним духом. Крім того, прояви Самари стали набагато тривалішими. Рейчел звертається до колеги по роботі Макса із проханням допомогти, а також надати приміщення для житла. В цей час температура її сина Ейдана поступово починає знижуватися, і тому хлопчику загрожує смерть. Тоді Рейчел і Макс глибше звертаються до історії Самари з метою викорінити зло, що переслідує їх. Виявляється Самару можна було врятувати від прокляття ще в дитинстві, але на жаль цього не сталося. Зате Рейчел врятувала сина. Рейчел, захищаючи сина, дозволяє Самарі забрати себе, яка відправляє її в колодязь у паралельному світі. Рейчел чує голос Ейдана, і щоб повернутися в сьогодення, вона стрибає з обриву, з того самого, з якого стрибнула Анна Морган. Рейчел повертається у наш світ перед цим закривши Самару в колодязі. Самара більше не може заподіяти біль їхній сім'ї.

## У ролях
- Наомі Воттс — Рейчел Келлер- журналістка, мати Ейдана
- Саймон Бейкер — Макс Рурк- друг Рейчел
- Девід Дорфман — Ейдан Келлер- син Рейчел
- Елізабет Перкінс — доктор Емма Темпл
- Сіссі Спейсек — Евелін- мати самари
- Келлі Стейблс — Самара
- Дейві Чейз — Самара Морган- 8-річний дух
- Ґері Коул — Мартін Сейвід

## До початку зйомок
Спочатку на пост режисера був призначений Ноам Мурра, однак творчі розбіжності з DreamWorks не дозволили йому далі здійснювати свою діяльність. Крім того на цей же пост запрошували Річарда Келлі, але він відмовився. У результаті крісло режисера дісталося Хідео Наката.

## Рекламна кампанія
При проведенні рекламної кампанії фільму в інтернеті було викладено «вбивчий відеозапис», який можна бачити у фільмі. Після п'яти хвилин перегляду запису користувач відсилається до офіційного сайту фільму.

## Інциденти
На сьомий день зйомок в офісі однієї з кінокомпаній, що здійснюють виробництво фільму прорвало трубу й офіс було затоплено. Варто зазначити, що сюжет і події фільму тісно пов'язані з водним середовищем. Однак на цьому дивні випадки не скінчилися: під час зйомок реквізитний фургон «окупував» рій бджіл, у зв'язку з цим весь реквізит довелося рятувати. Бджоли зникли так само раптово як і з'явилися. Також у вже згаданому офісі знову сталося затоплення — цього разу винуватцем цього став великий контейнер з водою, що розлився. Дивний випадок стався і з костюмеркою фільму — вийшовши з парковки, що знаходиться на території студії Universal Pictures , вона побачила оленя, що біжить до неї по асфальту. У цьому випадку також простежується зв'язок з подіями фільму, де можна побачити схожу сцену. Забобонний Хідео Наката, після подібних подій, вдавався до ритуалу вигнання злих духів.

## Сприйняття
На сайті Rotten Tomatoes рейтинг фільму становить 20%, заснований на 183 відгуках, середня оцінка — 4,5/10.

## Цікаві факти
- Втілення духу Самари, в порівнянні з минулою частиною, а також оригінальними фільмами, стало проявлятися у фільмі набагато частіше і триваліше.

## Номінації
Премія каналу MTV-Росія 2006 року
- Найкращий фільм іноземною мовою